# Adelaide di Schaumburg-Lippe (1875-1971)
Principessa Adelaide di Schaumburg-Lippe ((DE)  Prinzessin Friederike Adelheid Marie Luise Hilda Eugenie zu Schaumburg-Lippe; Castello di Ratibořice, 22 settembre 1875 – Ballenstedt, 27 gennaio 1971) era figlia del principe Guglielmo di Schaumburg-Lippe e moglie dell'ultimo duca sovrano di Sassonia-Altenburg Ernesto II.

## Infanzia
Adelaide nacque a Ratiboritz in Boemia (attuale Ratibořské Hory, come settimogenita e terza figlia femmina del Principe Guglielmo di Schaumburg-Lippe (1834–1906), (figlio di Giorgio Guglielmo, Principe di Schaumburg-Lippe e della Principessa Ida di Waldeck and Pyrmont) e di sua moglie, la Principessa Batilde di Anhalt-Dessau (1837–1902), (figlia del Principe Federico Augusto di Anhalt-Dessau e della Langravia Maria Luisa Carlotta d'Assia-Kassel). Nel 1891, sua sorella Carlotta diventò regina consorte di Württemberg come seconda moglie di Guglielmo II di Württemberg.

## Matrimonio
Adelaide sposò il 17 febbraio 1898 a Bückeburg il Principe Ernesto di Sassonia-Altenburg (1871–1955), figlio del Principe Maurizio di Sassonia-Altenburg, e di sua moglie la Principessa Augusta di Sassonia-Meiningen. In matrimonio terminò con un divorzio il 17 gennaio 1920.
Ebbero quattro figli:
- Carlotta Agnese Ernestina Augusta Batilde Maria Teresa Adolfina (n. Potsdam, 4 marzo 1899 – m. Hemmelmark bei Eckernförde, 16 febbraio 1989), sposò l'11 luglio 1919 il Principe Sigismondo di Prussia.
- Guglielmo Giorgio Maurizio Ernesto Alberto Federico Carlo Costantino Edoardo Max (m. Potsdam, 13 maggio 1900 – m. Rendsburg, 13 febbraio 1991).
- Elisabetta Carola Vittoria Adelaide Ilda Luisa Alessandra (n. Potsdam, 6 aprile 1903 – m. Breiholz, 30 gennaio 1991).
- Federico Ernesto Carlo Augusto Alberto (n. Potsdam, 15 maggio 1905 – d. Rosenheim, 23 febbraio 1985).

## Titoli e trattamento
- 22 settembre 1875 - 17 febbraio 1898: Sua Altezza Serenissima Principessa Adelaide di Schaumburg-Lippe
- 17 febbraio 1898 - 7 febbraio 1908:  Sua Altezza Principessa Ernesto di Sassonia-Altenburg
- 7 febbraio 1908 – 17 gennaio 1920:  Sua Altezza La Duchessa di Sassonia-Altenburg
- 17 gennaio 1920 – 27 gennaio 1971:  Sua Altezza Serenissima Principessa Adelaide di Schaumburg-Lippe

## Ascendenza
|                                                 |                                                |                                                  | Genitori                                                 |  |  | Nonni |  |  | Bisnonni                              |  |  | Trisnonni                                    |  |
|                                                 |                                                |                                                  |                                                          |  |  |       |  |  | Filippo II, Conte di Schaumburg-Lippe |  |  | Federico Ernesto, Conte di Lippe-Alverdissen |  |
|                                                 |                                                |                                                  |                                                          |  |  |       |  |  | Filippo II, Conte di Schaumburg-Lippe |  |  | Federico Ernesto, Conte di Lippe-Alverdissen |  |
|                                                 |                                                | Elisabetta Filippina di Friesenhausen            |                                                          |  |  |       |  |  | Filippo II, Conte di Schaumburg-Lippe |  |  |                                              |  |
| Giorgio Guglielmo, Principe di Schaumburg-Lippe |                                                |                                                  |                                                          |  |  |       |  |  | Filippo II, Conte di Schaumburg-Lippe |  |  |                                              |  |
|                                                 |                                                | Langravia Giuliana d'Assia-Philippsthal          | Guglielmo, Langravio d'Assia-Philippsthal                |  |  |       |  |  |                                       |  |  |                                              |  |
|                                                 |                                                | Langravia Giuliana d'Assia-Philippsthal          | Guglielmo, Langravio d'Assia-Philippsthal                |  |  |       |  |  |                                       |  |  |                                              |  |
|                                                 |                                                | Langravia Giuliana d'Assia-Philippsthal          | Langravia Ulrica Eleonora d'Assia-Philippsthal-Barchfeld |  |  |       |  |  |                                       |  |  |                                              |  |
| Principe Guglielmo di Schaumburg-Lippe          |                                                | Langravia Giuliana d'Assia-Philippsthal          |                                                          |  |  |       |  |  |                                       |  |  |                                              |  |
|                                                 |                                                | Giorgio I, Principe di Waldeck e Pyrmont         | Carlo Augusto, Principe di Waldeck e Pyrmont             |  |  |       |  |  |                                       |  |  |                                              |  |
|                                                 |                                                | Giorgio I, Principe di Waldeck e Pyrmont         | Carlo Augusto, Principe di Waldeck e Pyrmont             |  |  |       |  |  |                                       |  |  |                                              |  |
|                                                 |                                                | Giorgio I, Principe di Waldeck e Pyrmont         | Contessa Palatina Cristiana Enrichetta di Zweibrücken    |  |  |       |  |  |                                       |  |  |                                              |  |
| Principessa Ida di Waldeck e Pyrmont            |                                                | Giorgio I, Principe di Waldeck e Pyrmont         |                                                          |  |  |       |  |  |                                       |  |  |                                              |  |
|                                                 |                                                | Principessa Augusta di Schwarzburg-Sondershausen | Augusto II, Principe di Schwarzburg-Sondershausen        |  |  |       |  |  |                                       |  |  |                                              |  |
|                                                 |                                                | Principessa Augusta di Schwarzburg-Sondershausen | Augusto II, Principe di Schwarzburg-Sondershausen        |  |  |       |  |  |                                       |  |  |                                              |  |
|                                                 |                                                | Principessa Augusta di Schwarzburg-Sondershausen | Principessa Cristina di Anhalt-Bernburg                  |  |  |       |  |  |                                       |  |  |                                              |  |
| Principessa Adelaide di Schaumburg-Lippe        |                                                | Principessa Augusta di Schwarzburg-Sondershausen |                                                          |  |  |       |  |  |                                       |  |  |                                              |  |
|                                                 | Federico, Principe Ereditario di Anhalt-Dessau | Leopoldo III, Duca di Anhalt-Dessau              |                                                          |  |  |       |  |  |                                       |  |  |                                              |  |
|                                                 | Federico, Principe Ereditario di Anhalt-Dessau | Leopoldo III, Duca di Anhalt-Dessau              |                                                          |  |  |       |  |  |                                       |  |  |                                              |  |
|                                                 | Federico, Principe Ereditario di Anhalt-Dessau | Margravia Luisa di Brandeburgo-Schwedt           |                                                          |  |  |       |  |  |                                       |  |  |                                              |  |
| Principe Federico Augusto di Anhalt-Dessau      | Federico, Principe Ereditario di Anhalt-Dessau |                                                  |                                                          |  |  |       |  |  |                                       |  |  |                                              |  |
|                                                 |                                                | Langravia Amalia d'Assia-Homburg                 | Federico V, Langravio d'Assia-Homburg                    |  |  |       |  |  |                                       |  |  |                                              |  |
|                                                 |                                                | Langravia Amalia d'Assia-Homburg                 | Federico V, Langravio d'Assia-Homburg                    |  |  |       |  |  |                                       |  |  |                                              |  |
|                                                 |                                                | Langravia Amalia d'Assia-Homburg                 | Langravia Carolina d'Assia-Darmstadt                     |  |  |       |  |  |                                       |  |  |                                              |  |
| Principessa Batilde di Anhalt-Dessau            |                                                | Langravia Amalia d'Assia-Homburg                 |                                                          |  |  |       |  |  |                                       |  |  |                                              |  |
|                                                 |                                                | Langravio Guglielmo d'Assia-Kassel               | Langravio Federico d'Assia-Kassel                        |  |  |       |  |  |                                       |  |  |                                              |  |
|                                                 |                                                | Langravio Guglielmo d'Assia-Kassel               | Langravio Federico d'Assia-Kassel                        |  |  |       |  |  |                                       |  |  |                                              |  |
|                                                 |                                                | Langravio Guglielmo d'Assia-Kassel               | Principessa Carolina di Nassau-Usingen                   |  |  |       |  |  |                                       |  |  |                                              |  |
| Langravia Maria Luisa Carlotta d'Assia-Kassel   |                                                | Langravio Guglielmo d'Assia-Kassel               |                                                          |  |  |       |  |  |                                       |  |  |                                              |  |
|                                                 |                                                | Principessa Luisa Carlotta di Danimarca          | Federico, Principe Ereditario di Danimarca               |  |  |       |  |  |                                       |  |  |                                              |  |
|                                                 |                                                | Principessa Luisa Carlotta di Danimarca          | Federico, Principe Ereditario di Danimarca               |  |  |       |  |  |                                       |  |  |                                              |  |
|                                                 |                                                | Principessa Luisa Carlotta di Danimarca          | Duchessa Sofia Federica di Meclemburgo-Schwerin          |  |  |       |  |  |                                       |  |  |                                              |  |
|                                                 |                                                | Principessa Luisa Carlotta di Danimarca          |                                                          |  |  |       |  |  |                                       |  |  |                                              |  |

## Fonti
- Genealogics - Leo van de Pas - Princess Adelheid zu Schaumburg-Lippe, su genealogics.org.
- thePeerage.com - Friederike Adelheid Marie Luise Hilda Eugenie Prinzessin zu Schaumburg-Lippe, su thepeerage.com.
- L'Allemagne dynastique, Huberty, Giraud, Magdelaine, Reference: II 295
- Genealogisches Handbuch des Adels, Fürstliche Häuser, Reference: 1961